# Mamorino

mamorino(일본어: マモリーノ 마모리노[*])는 교세라가 일본 국내용으로 개발한 au 브랜드를 전개하는 KDDI 및 오키나와 셀룰러 전화의 CDMA 1X WIN 대응 통화 · 통신 기능이 있는 방범 도구이다. 제조 번호는 KYY01이며, 《안심 주니어 휴대 전화 시리즈》의 파생 기종 중 하나이다.

## 개요
- 세콤과 협업하여 태어난 단말이며, 만 8세 이하의 아동 (초등학교 2학년까지)을 대상으로 회사의 K001 (KY001)뿐만 아니라 이동 경로 등의 알림 기능과 호신용 방범 부저 기능이 추가되어 있다. 방범 버저를 사용했을 때, 자동으로 코코 세콤 운영 센터에 통보하며, 이 단말기를 접촉하고 필요한 경우 지정된 연락처에 연락되고 또한 사용자의 요청에 따라 세콤의 긴급 대처원이 이 단말기를 소지하고 있는 아동의 곁으로 달려가는 시스템이 이용되고 있다.
- 본체는 슬라이딩처럼 보이지만, 숫자 및 터치 패널 등을 일절 배제한 통화 · 메일 · GPS · 호신용 방범 부저 기능만 있는 방범 용도에 특화한 방범 도구 부착 스트레이트식 음성 단말기이다. 또한, 2012년 8월 기준으로 일련의 CDMA 1X WIN 시리즈의 음성 통화용 단말기로는 Walkman Phone, Xmini (W65S)에 이어, 본체 질량과 부피의 수치가 작다.

## 연혁
- 2009년 10월 19일 - KDDI, 교세라보다 공식 발표.
- 2010년 3월 10일 - 일본 전국에서 일제히 발매. 원래는 3월 4일에 간토, 주부, 간사이, 오키나와 지역에서, 3월 5일에 나머지 지역에서 각각 발매될 예정 이었지만, 어떤 기능이 au 단말에서 기종에서 제대로 작동하지 않아 판매를 일시적으로 중단했다는 이유로 발매일이 변경됨
- 2010년 3월 15일 - 일본 PTA 전국 협의회의 추천 상품으로 인정.
- 2010년 7월 9일 - 어린이 디자인 협의회가 주최한 제 4회 어린이 디자인 상을 수상.
- 2011년 5월 - 판매 종료.

## 같이 보기
- mamorino2 - 본 기종의 후속 기종